# 小形克宏
小形 克宏（おがた かつひろ 1959年 - ）は、東京都のフリーライター、元編集者。妻は漫画家の青木光恵。旧名は緒方 源次郎（おがた げんじろう）。

## 経歴
1959年、東京都練馬区生まれ。和光大学人文学部中退。大学生だった1980年に漫画情報誌『ぱふ』で編集の道へ入る。1981年『ふゅーじょんぷろだくと』を経て、1982年に川本耕次に誘われて群雄社出版に移籍。同年『ロリコン大全集』を編集。1983年から1984年にかけて大塚英志と共に、日本で2番目となる美少女コミック誌『漫画ブリッコ』（セルフ出版、後の白夜書房）に携わりながら、群雄社出版で美少女コミック誌『アリスくらぶ』と自販機雑誌『コレクター』を編集（ここまで緒方源次郎、この後から小形克宏名義）。
しばらくインドを放浪した後、1985年に若林出版企画に入社、翌年業務再編により退社。以降フリー編集者として、漫画関係の編集に多く携わる。主な仕事は双葉社の週刊アクション、竹書房の単行本など。一時、江戸川橋近くのマンション一室にチャンネルゼロの村上知彦と合同の仕事場を持っていたこともある。夏目房之介の漫画評論活動のブレイン的役割を果たしたほか、1988年に『ドラゴンクエスト公式ガイドブック』1〜3（エニックス／編集長）、1990〜1991年に『別冊ASCII』（アスキー出版局／編集）、1992年に『手塚治虫はどこにいる』（筑摩書房／編集）、1995年に『別冊宝島EX マンガの読み方』（宝島社／編集執筆）、2000年〜2008年に『INTERNET Watch』（インプレス）にて「文字の海、ビットの舟」（連載執筆）、2015〜2018年に電脳マヴォ合同会社（業務執行社員）などに携わる。現在はCSS組版アプリを開発する一般社団法人ビブリオスタイル理事。

## 著書（共著）
- 戦うMS-DOS アスキー 1991.7
- 活字印刷の文化史 勉誠出版 2009.5
- 新常用漢字表の文字論 勉誠出版 2009.12